# Paulo Bento
Paulo Jorge Gomes Bento (wym. [ˈpawlu ˈʒɔɾʒ(ɨ) ˈɣomɨʃ ˈbẽtu]; ur. 20 czerwca 1969 w Lizbonie) – portugalski trener i piłkarz, który występował na pozycji pomocnika. Ostatnio selekcjoner reprezentacji Zjednoczonych Emiratów Arabskich.

## Kariera piłkarska
Wychowanek Académico Alvalade i SF Palmense. Swoją karierę rozpoczynał w Orientalu Lizbona, w sezonie 1987/1988, gdzie rozegrał 13 spotkań. W następnym sezonie występował w CF Benfica, w której zagrał 20 meczów i strzelił 2 bramki. Następnie kontynuował karierę w podlizbońskim klubie Estrela Amadora, w którym występował od 1988 do 1991 roku. W wieku 22 lat przeniósł się do Vitórii Guimarães i rozegrał tam 3 sezony począwszy od 1991 i skończywszy na 1994 roku, kiedy został zakupiony przez SL Benficę. Reprezentował barwy stołecznego klubu 2 sezony, po czym został sprzedany do hiszpańskiego Realu Oviedo, przeżywającego w latach 90. najlepszy okres w historii klubu. W Hiszpanii Bento spędził 4 sezony, po których wrócił do Lizbony, lecz nie z powrotem do Benfiki, ale do lokalnego rywala – Sportingu. Barw tego klubu bronił do 2004 roku.
Paulo Bento reprezentował także barwy reprezentacji Portugalii, w której wystąpił w 35 spotkaniach ani razu nie wpisując się na listę strzelców. Jego reprezentacyjny debiut przypadł na zremisowany 0:0 mecz z Hiszpanią 15 stycznia 1992 roku. Ostatni mecz w reprezentacyjnej karierze rozegrał na Mistrzostwach Świata w Korei i Japonii. Było to przegrane spotkanie 0:1 z Koreą Południową 14 czerwca 2002 roku. Wystąpił także na Euro 2000, podczas którego został zdyskwalifikowany na 5 miesięcy za swoje zachowanie podczas półfinałowego spotkania z Francją.

## Kariera trenerska
W 2004, w wieku 35 lat Bento rozpoczął karierę szkoleniową. Na początku został trenerem młodzieżowej kategorii Sportingu. Prowadząc młodzieżową sekcję do mistrzostwa w sezonie 2004/2005 i dostarczając Sportingowi wiele młodych talentów, zyskał uznanie w oczach zarządu. Po zwolnieniu José Peseiro ze stanowiska trenera Sportingu, Bento został mianowany nowym trenerem. Pod jego wodzą Sporting zarówno w sezonie 2005/2006, jak i 2006/2007 zajmował 2 pozycję w lidze. Wygrał Puchar Portugalii oraz Superpuchar Candido de Oliveria. Po sezonie 2006/2007 przedłużył swój kontrakt ze Sportingiem o kolejne dwa lata. Korzystając z doświadczenia nabytego podczas prowadzenia młodzieżówki Sportingu, Bento wprowadził do pierwszej drużyny kilku młodych zawodników. W listopadzie 2009 Bento zrezygnował ze swojej funkcji i został zastąpiony przez Carlosa Carvalhalego. Na Euro 2012 jego drużyna wygrała dwa mecze grupowe grupy B, gdzie pokonali Danię 3:2 z Holandią 2:1 i przegrana z Niemcami 0:1. W ćwierćfinale Portugalczycy spotkali się z Czechami, gdzie po strzale główką Cristiano Ronaldo wygrali 1:0. W kolejnym meczu w półfinale z Hiszpanią Portugalia przegrała w rzutach karnych 4:2. 11 września 2014 Bento przestał być selekcjonerem reprezentacji Portugalii. Został zwolniony po porażce w eliminacjach do Mistrzostw Europy 2016 z Albanią 0:1. Przez dwa lata pozostawał bezrobotny. 13 maja 2016 roku Bento został ogłoszony nowym szkoleniowiec występującego w brazylijskiej Série A Cruzeiro EC. W sierpniu 2016 został trenerem greckiego Olympiakosu.
11 grudnia 2017 Bento został menadżerem w Chongqing Dangdai Lifan FC. 22 lipca następnego roku został zwolniony ze swoich obowiązków ze względu na słabe wyniki.
17 sierpnia 2018 Bento został mianowany menedżerem Korei Południowej z kontraktem obejmującym mistrzostwa świata w 2022 r. Podczas Pucharu Azji AFC 2019 w Zjednoczonych Emiratach Arabskich jego drużyna została wyeliminowana w ćwierćfinale 1:0 z Katarem. Na mistrzostwach świata zakwalifikował się do 1/8 finału gdzie przegrał 4:1 z Brazylią. Wkrótce potem opuścił stanowisko, stwierdzając, że chce zrobić sobie przerwę.
W 2023 był jednym z kandydatów do objęcia stanowiska selekcjonera reprezentacji Polski.
9 lipca 2023 Bento zastąpił Rodolfo Arruabarrenę na czele drużyny narodowej Zjednoczonych Emiratów Arabskich. W swoim debiucie, 12 września 2023, wygrał 4:1 w towarzyskim meczu z Kostaryką w Zagrzebiu. Bento i jego sztab zostali zwolnieni przez związek piłkarski Zjednoczonych Emiratów Arabskich 26 marca 2025, pomimo wyjazdowego zwycięstwa 1:2 z Koreą Północną w eliminacjach do Mistrzostw Świata 2026.

## Trofea

### Jako piłkarz
- mistrzostwo Portugalii – Sporting CP 2001-2002–
- Superpuchar Portugalii – Sporting CP: 2000. 2002
- Puchar Portugalii
Estrela Amadora: 1989-1990[8]
Benfica: 1995-1996[9]
Sporting CP: 2001-2002

### Jako trener
- Puchar Portugalii – Sporting CP: 2006-2007, 2007-2008
- Superpuchar Portugalii – Sporting CP 2007, 2008